# HNLMS Evertsen (1926)
Pour les autres navires du même nom, voir HNLMS Evertsen.
Le HNLMS Evertsen (en néerlandais : Hr.Ms. Evertsen), était un destroyer de classe Admiralen construit pour la Marine royale néerlandaise dans les années 1920.

## Historique
Le 27 septembre 1928, il quitta en compagnie de son sister-ship Van Ghent les Pays-Bas pour les Indes néerlandaises.
Le 29 juillet 1929, le Van Ghent, Evertsen, le croiseur Java et les sous-marins K II et K VII quittent Surabaya pour une croisière en Océanie. Ils participent le 31 août à une revue de la flotte à Tanjung Priok en l'honneur de la reine néerlandaise Wilhelmina.
Le 23 août 1936, les navires Evertsen, HNLMS Sumatra, Java, Van Galen, Witte de With et Piet Hein sont présents à la Fleet Week (en) de Surabaya. Après des entraînements en mer de Chine méridionale, les croiseurs de classe Java et les destroyers Evertsen, Witte de With et Piet Hein firent une visite de la flotte à Singapour le 13 novembre.
De 1940 à 1942, il servit de navire d'escorte de convoi. Il fut détruit par des navires de la Marine impériale japonaise le 1er mars 1942, lors de la bataille du détroit de la Sonde.